# Фельбигер, Иоганн Игнац фон
Иоганн Игнац фон Фельбигер (нем. Johann Ignaz von Felbiger, 1724—1788) — немецкий аббат, естествоиспытатель и педагог.

## Биография
Иоганн Игнац Фельбигер родился 6 января 1724 года в городе Глогув
 в семье местного почтмейстера. Предположительно он сначала посещал иезуитскую гимназию в Глогау, а затем изучал католическое богословие в Университете Бреслау. 
После двух лет работы частным учителем Фельбигер поступил в монастырь Саганских каноников. Он был рукоположён в священники в 1748 году и вскоре дослужился до должности секретаря аббата, где ему были поручены административные задачи и надзор за сельскохозяйственными угодьями. Он также приобрёл обширные научные знания (физика, биология, астрономия, систематические наблюдения за погодой и т. д.), результаты которых он опубликовал в нескольких трудах.
Позднее Иоганн Игнац Фельбигер стал аббатом в одном из монастырей Августинского ордена.
Фельбигер реформировал все школы подведомственного ему округа, а в 1778 году был назначен Марией Терезией главным директором всех нормальных школ в наследственных землях австрийской короны. 
Со вступлением на престол Иосифа II влияние Фельбигера упало и он был переведён на должность пропста в Пресбург, где и прожил до самой смерти; Иоганн Игнац Фельбигер скончался 17 мая 1788 года.
Предложенная и разработанная Фельбигером система организации школьного обучения ныне известна как Саганская система обучения.